# محمد سعد الدبل
محمد سعد الدبل (1942 - 2013)، شاعر وأكاديمي سعودي، من أبرز شعراء السعودية، كان رئيسًا لقسم البلاغة والنقد في جامعة الإمام محمد بن سعود الإسلامية، وعضوًا في رابطة الأدب الإسلامي العالمية، ومستشارًا لمجلة وزارة الداخلية السعودية، ويُعد من شعراء الجيل الثالث في المملكة، وأحد شعراء الاتجاه الإسلامي، وهو أول أستاذ سعودي يحصد الدكتوراه في البلاغة من جامعة الإمام محمد بن سعود الإسلامية، وأول رئيس سعودي لقسم البلاغة والنقد ومنهج الأدب الإسلامي، وله عدد من المؤلفات في الشعر وأدب الطفل؛ إذ كان أمينًا لوحدة أدب الطفل المسلم، إلى جانب إسهاماته في التلفزيون والإذاعة، كما اشتهر بتمكنه من الخطابة، وتوفي في الرياض يوم 13 يناير 2013.

## حياته
ولد في محافظة الحريق الواقعة جنوب الرياض عام 1943، وتخرج في كلية اللغة العربية بجامعة الإمام محمد بن سعود الإسلامية، وفيها حاز على الماجستير والدكتوراه، وعمل بداية حياته المهنية معلمًا بالمعهد العلمي في حوطة بني تميم، ثم انتقل للرياض ليعمل معلمًا في المعهد العلمي، وفي عام 1975 عُيّن معيدًا في كلية اللغة العربية بالرياض، ثم أستاذًا مساعدًا، إلى أن عُيّن أستاذًا مشاركًا، وكانت تلك آخر وظيفة يشغلها، وأثناء عمله في الجامعة تولى مدة عامين رئاسة قسم البلاغة والنقد، وكان ينشر إلى جانب ذلك شعره ونثره في الصحف السعودية، وألّف في الشعر والنثر وأدب الأطفال، حيث كتب بعض قصص الأطفال عن الشخصيات الإسلامية.

## دواوينه
- إسلاميات.
- أناشيد إسلامية.
- ملحمة نور الإسلام.
- معاناة شاعر.
- خواطر شاعر.
- عبير الوفاء.
- ندب الجراح.
- هجير الصحراء.
- على ضفاف الخليج.[1][8]

## مؤلفاته الأخرى
- النظم القرآني في سورة الرعد.
- منطقة الحريق: تاريخها وحاضرها.
- زيد بن حارثة (قصة).
- المقاييس البلاغية والنقدية في قراضة الذهب لابن رشيق القيرواني.[1][11]